# Szołojky
Szołojky (ukr. Шолойки) – wieś na Ukrainie, w obwodzie czernihowskim, w rejonie czernihowskim, w hromadzie Kozielec. W 2001 liczyła 82 mieszkańców.